# Scot Gemmill
Scotland „Scot” Gemmill (ur. 2 stycznia 1971 w Paisley) – szkocki piłkarz grający na pozycji środkowego pomocnika.

## Kariera klubowa
Gemmill, pomimo że urodził się w szkockim Paisley, to karierę piłkarską rozpoczął w Anglii w zespole Nottingham Forest. Już w styczniu 1990 roku został przesunięty do kadry pierwszej drużyny, ale w pierwszej lidze angielskiej zadebiutował dopiero 30 marca 1991 roku w przegranym 1:3 wyjazdowym spotkaniu z Wimbledonem. W kolejnym sezonie był już podstawowym zawodnikiem Forest, jednak w 1993 roku spadł z nim do Division One. Pobyt na szczeblu drugoligowym trwał tylko rok i w sezonie 1994/1995 Scot wraz z partnerami znów występował w Premiership. zajął z tym klubem wysoką 3. pozycję w lidze, dzięki czemu w sezonie 1995/1996 wystąpił w rozgrywkach Pucharu UEFA i dotarł aż do ćwierćfinału (Forest odpadli po dwóch porażkach 1:2 i 1:5 z Bayernem Monachium). Jednak w sezonie 1996/1997 Nottingham znów spadło do Division One, a Szkot grał w niej przez półtora roku. W barwach klubu z Nottingham rozegrał łącznie 245 ligowych spotkań, w których strzelił 21 goli.
25 marca 1999 roku Gemmill podpisał kontrakt z grającym w Premiership, Evertonem. Kosztował 250 tysięcy funtów, a w jego barwach swój pierwszy mecz rozegrał 3 kwietnia. Everton przegrał wówczas w derbach z odwiecznym rywalem, Liverpoolem 2:3. Początkowo Scot miał problemy z wywalczeniem miejsca w składzie „The Toffies” i przegrywał rywalizację z rodakami Johnem Collinsem i Donem Hutchisonem. W wyjściowej jedenastce Evertonu zaczął grywać w sezonie 2000/2001, ale w sezonie 2002/2003 znów był rezerwowym, a był to dla niego ostatni sezon w zespole z Liverpoolu.
W 2003 roku Gemmill przeszedł do Preston North End, ale zaliczył tylko 7 spotkań w Football League Championship. W 2004 roku został piłkarzem Leicester City, ale i w zespole „Lisów” nie powrócił do dawnej formy. W 2006 roku wypożyczono go do grającego w Football League Two, Oxfordu United, ale wystąpił tam tylko w jednym spotkaniu. Latem tamtego roku wyjechał aż do Nowej Zelandii. Grał w drużynie New Zealand Knights FC i rozegrał 20 spotkań w A-League. W 2007 roku wrócił do Wielkiej Brytanii i zakończył piłkarską karierę.
| Sezon   | Klub                   | Kraj          | Rozgrywki                    | Mecze | Bramki |
| ------- | ---------------------- | ------------- | ---------------------------- | ----- | ------ |
| 1990/91 | Nottingham Forest      | Anglia        | Division One                 | 4     | 0      |
| 1991/92 | Nottingham Forest      | Anglia        | Division One                 | 39    | 8      |
| 1992/93 | Nottingham Forest      | Anglia        | Premiership                  | 33    | 1      |
| 1993/94 | Nottingham Forest      | Anglia        | Division One                 | 31    | 8      |
| 1994/95 | Nottingham Forest      | Anglia        | Premiership                  | 19    | 1      |
| 1995/96 | Nottingham Forest      | Anglia        | Premiership                  | 31    | 1      |
| 1996/97 | Nottingham Forest      | Anglia        | Premiership                  | 24    | 0      |
| 1997/98 | Nottingham Forest      | Anglia        | Division One                 | 44    | 2      |
| 1998/99 | Nottingham Forest      | Anglia        | Division One                 | 20    | 0      |
| 1998/99 | Everton F.C.           | Anglia        | Premiership                  | 7     | 1      |
| 1999/00 | Everton F.C.           | Anglia        | Premiership                  | 14    | 1      |
| 2000/01 | Everton F.C.           | Anglia        | Premiership                  | 28    | 2      |
| 2001/02 | Everton F.C.           | Anglia        | Premiership                  | 32    | 1      |
| 2002/03 | Everton F.C.           | Anglia        | Premiership                  | 16    | 0      |
| 2003/04 | Preston North End      | Anglia        | Division One                 | 7     | 1      |
| 2004/05 | Leicester City         | Anglia        | Football League Championship | 17    | 0      |
| 2005/06 | Oxford United          | Anglia        | Football League Two          | 1     | 0      |
| 2006/07 | New Zealand Knights FC | Nowa Zelandia | A-League                     | 20    | 0      |

## Kariera reprezentacyjna
W reprezentacji Szkocji Gemmill zadebiutował 21 maja 1995 roku w zremisowanym 0:0 spotkaniu Kirin Cup z Japonią. W 1996 roku znalazł się w kadrze Szkotów na Euro 96, ale nie zagrał w żadnym spotkaniu. W 1998 roku został powołany przez Craiga Browna do kadry na mundial we Francji i podobnie jak na turnieju w Anglii przed dwoma laty także nie wystąpił w żadnym z meczów. Ostatni mecz w drużynie narodowej rozegrał w kwietniu 2003 przeciwko Austrii (0:2). Łącznie zagrał w niej 25 razy i zdobył 1 gola.